# Michaela Pňačeková
Michaela Pňačeková (* 1981 Banská Bystrica) je slovenská digitální umělkyně pracující s rozšířenou realitou, filmařka, producentka, dramaturgyně, divadelní vědkyně, autorka a překladatelka, působící v České republice, Německu a Kanadě.

## Profesní dráha

### Studium
Narodila se v Banské Bystrici roku 1981. Od roku 2001 studovala na Filozofické fakultě Masarykovy univerzity (FF MU) v Brně dvouoborově anglický jazyk a literaturu a teorii a dějiny divadla. Studium zakončila v roce 2007 diplomovou prací na téma „Stručnosť vyjadrovania v jazyku drámy založená na analýze neformálnosti v hre 'Spustošení' od Sarah Kane“ a získáním magisterského titulu. Poté do roku 2013 pokračovala postgraduálním studiem na Katedře anglistiky a amerikanistiky FF MU, přičemž v akademickém roce 2008/2009 působila jako hostující vědecká pracovnice na Torontské univerzitě v Kanadě. Ve svém interdisciplinárním výzkumu se zaměřovala na jazykovou dekonstrukci genderu v dramatickém diskurzu, politiku těla a identitu.
Později, od roku 2019, nastoupila díky stipendijnímu programu Elia k postgraduálnímu studiu na Katedře filmu a mediálních umění Fakulty postgraduálních studií Yorské univerzity v Torontu. Zde se zaměřovala na způsoby, jakými nová média ovlivňují realitu prostřednictvím interakce s algoritmickými procesy a umělou inteligencí.

### Divadlo
Nejpozději od ledna 2006 až do roku 2010 působila v Divadelním oddělení agentury Dilia. Jako autorka divadelní hry Roma získala 21. prosince 2008 druhou cenu v 2. ročníku soutěže o původní hru na genderové téma Zlatá divadelní žába 2008 (od následujícího ročníku kategorie Cen Alfréda Radoka). Hru pak uvedlo v režii Sáry Šimků 1. února 2009 Divadlo Letí v rámci cyklu scénických skic 8@8 ve Studiu Švandova divadla v Praze. Pňačeková také pracovala na překladech, přeložila např. hru Magdaleny Frydrychové Dorotka do angličtiny (2008), hru Marshy Norman ´night, Mother do slovenštiny (2016), podílela se také na anglickém překladu antologie současného českého dramatu Game’s Not Over. New Czech Plays (not only) for Your Tablet (2011).

### Film

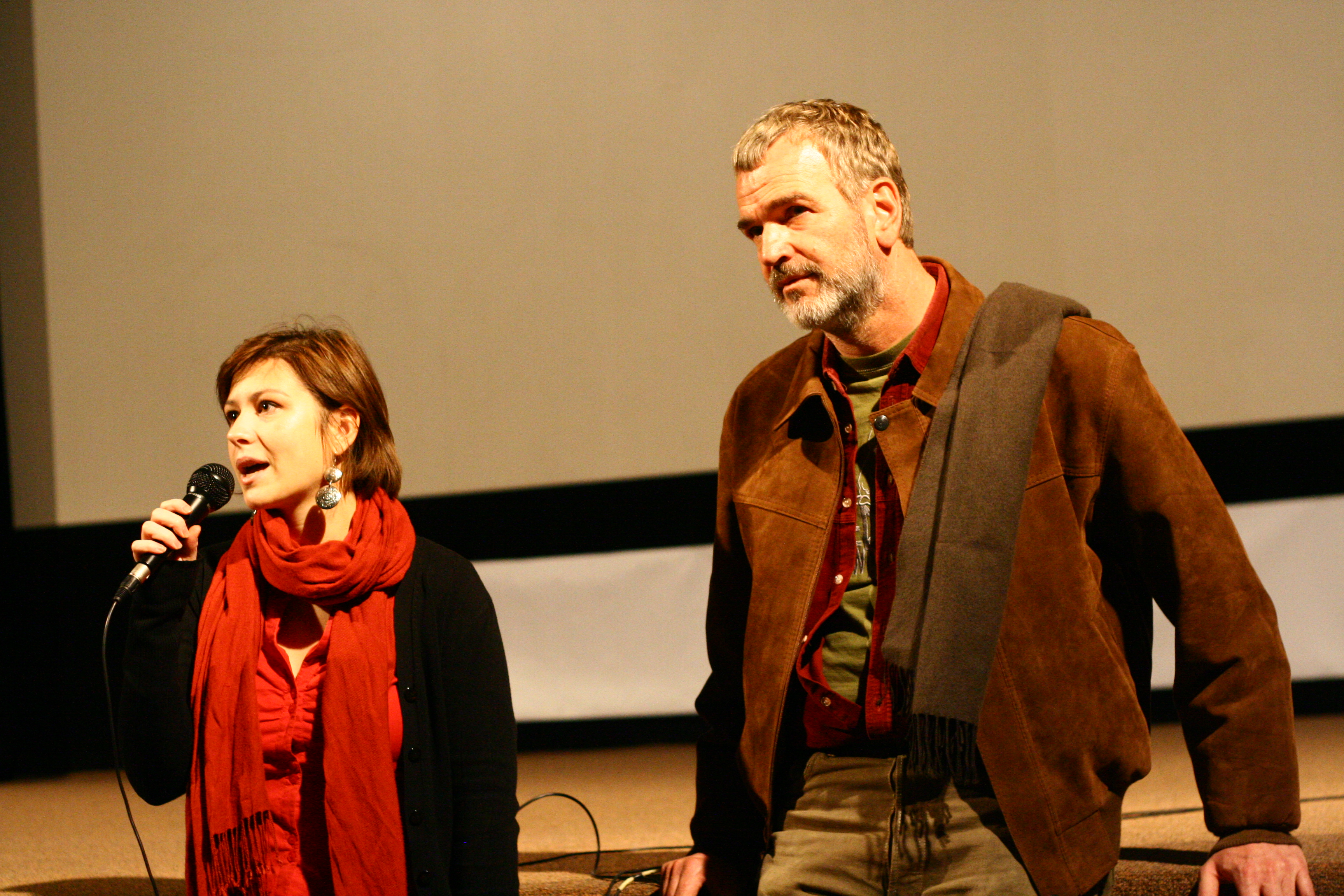
Michaela Pňačeková a režisér Wieland Speck na festivalu Mezipatra (2006)

Od roku 2005 působila v produkčním týmu filmového festivalu Mezipatra, jako dramaturgyně v něm vytrvala do roku 2009, kdy také přednášela o dekonstrukci sexuální identity, a k příležitostné spolupráci se vrátila i v pozdějších letech. V roce 2007 zasedla v porotě Teddy Award na filmovém festivalu Berlinale a v roce 2008 v porotě LGBT filmového festivalu Image+Nation v kanadském Montrealu.
Od ledna 2011 žila v Berlíně, který později střídala i s Lipskem. Pracovala pro různé filmové festivaly. Při Berlinale působila jako koordinátorka porot či kin a později jako filmová administrátorka pro evropský filmový trh.  Dále pracovala při festivalu východoevropského filmu v Chotěbuzi (FilmFestival Cottbus), při berlínském festivalu Achtung Berlin, v letech 2012–2014 spolupracovala i s organizací Nisi Masa jako projektová manažerka audiovizuálního fóra mladých Generator ve Štrasburku. V roce 2013 byla přizvána do poroty festivalu krátkých filmů Short Waves v polské Poznani.
V roce 2013 spoluzaložila s Wimem Vanackerem a Wimem Beatenem filmařskou společnost Sireal Films. Podílela se na produkci dvou krátkých hraných filmů: Empire (2015) belgického režiséra Kristofa Hoornaerta a Papa Bär (2016) polského režiséra Michala Ostatkiewicze. V Sireal Films setrvala do roku 2016.
V letech 2015–2019 spolupracovala se Stefanem Kloosem v produkční filmové společnosti Kloos & Co., v jejíž lipské pobočce produkovala dokumentární filmy a interaktivní projekty. Podílela se tak na produkci polsko-německého snímku Igora Chojny Graniczne cięcie (Border Cut, 2018), filmu Daniely König Waterproof (2019) či polsko-německého dokumentu Agnieszky Zwiefky Blizny (Scars, 2020). Prvně jmenovaný obdržel zvláštní uznání ve filmových cenách nadace Robert Bosh Stiftung pro mezinárodní spolupráci s východní Evropou za rok 2014, vyhlašovaných na festivalu GoEast ve Wiesbadenu, a byl premiérově uveden v soutěži dokumentárních filmů na Varšavském filmovém festivalu. Snímek Waterproof získal cenu DOK Leipzig a Evropské ženské audiovizuální sítě EWA pro nejlepší ženami vedený projekt ve vývoji za rok 2017 a premiérově byl uveden v roce 2019 na festivalu DOK Leipzig a pak také na Mezinárodním festivalu dokumentárního filmu IDFA v Amsterdamu.

### Nová média
V roce 2017, kdy pracovala v rámci společnosti Kloos & Co. jako producentka dokumentárního filmu Pre-Crime, vytvořila pro marketingové potřeby k uvedení filmu svou první interaktivní aplikaci Pre-Crime Calculator. Spolupracovala na ní s kanadským koproducentem Mikem Robbinsem, s nímž také vytvořili prototyp prediktivní detektivní hry Pre-Crime Simulation, který představili na IDFA Forum 2017. Jako německá koproducentka se podílela také na projektu virtuální reality s umělou inteligencí Chomsky vs. Chomsky: First Encounter tvůrkyně Sandry Rodriguez, který byl premiérově uveden na filmovém festivalu Sundance: New Frontier 2020.
Její první autorské dílo s virtuální realitou Symphony of Noise VR, na němž spolupracovala s Jamie Balliu, mělo v srpnu 2019 národní premiéru na hudebním festivalu Reeperbahn v Hamburku a mezinárodní premiéru v rámci IDFA Doc Lab Competition for Immersive Non-Fiction v Amsterdamu. Prototyp díla byl také uveden už v červnu 2019 na festivalu virtuální reality a umění VR Ham!. Následoval prezentace na Festival of International Virtual & Augmented Reality Stories FIVARS 2020 v Kanadě, na festivalu L.E.V. Matadero 2020 v Madridu či na Mezinárodním filmovém festivalu v Ženevě v listopadu 2020. V České republice jej Pňačeková představila na Letní filmové škole v Uherském Hradišti v srpnu 2022.